# Jean-Baptiste Cavaignac
Jean-Baptiste Cavaignac, barão de Lalande (Gourdon, 1763 - Bruxelas, 1829) foi um político francês. Membro da Convenção e do Conselho dos Quinhentos, durante a Revolução Francesa. Pai de Louis-Eugène Cavaignac.